# Народный артист Российской Федерации
«Наро́дный арти́ст Росси́йской Федера́ции» — высшее почётное звание Российской Федерации, присваиваемое за выдающиеся заслуги и достижения в области театрального, музыкального, циркового, эстрадного и киноискусства. Входит в государственную наградную систему Российской Федерации.

## Основания для присвоения
Звание «Народный артист Российской Федерации» присваивается российским артистам, балетмейстерам, дирижёрам, драматургам, композиторам, режиссёрам, кинооператорам, хормейстерам, музыкальным исполнителям, создавшим высокохудожественные образы, музыкальные произведения, концертные и цирковые программы, театральные и кинематографические роли и исполняющим их, которые внесли выдающийся вклад в развитие и сохранение отечественной художественной культуры, формирование молодого поколения артистов и получили широкое признание общественности и профессионального сообщества.

Почётное звание «Народный артист Российской Федерации» присваивается, как правило, не ранее чем через 10 лет после присвоения почётного звания «Заслуженный артист Российской Федерации» или «Заслуженный деятель искусств Российской Федерации» (артистам балета, исполняющим первые партии, — не ранее чем через 5 лет).— Указ президента Российской Федерации от 7 сентября 2010 года № 1099 «О мерах по совершенствованию государственной наградной системы Российской Федерации»
.

## Порядок присвоения
Президент Российской Федерации издаёт указ о присвоении почётного звания «Народный артист Российской Федерации» один раз в год в преддверии празднования Дня работника культуры (25 марта).

## История звания
Впервые почётное звание «Народный артист Республики» было учреждено советским правительством в 1919 году. В числе первых народных артистов были: композитор Александр Глазунов, певцы Фёдор Шаляпин и Леонид Собинов. В СССР с 1936 по 1991 годы высшим почётным званием, следующим за высшим республиканским званием, было — «Народный артист СССР».
10 августа 1931 года были учреждены звания «Народный артист РСФСР» и «Заслуженный артист РСФСР».
После распада СССР наименование государства было изменено с «Российская Советская Федеративная Социалистическая Республика» на «Российская Федерация». В названиях всех почётных званий старое название государства «РСФСР» было заменено на «Российской Федерации». До 30 марта 1996 года вместо звания «Народный артист РСФСР» производилось присвоение почётного звания «Народный артист Российской Федерации» с соответствующими надписями на нагрудных знаках.
В 1995 году почётные звания были переучреждены с новыми нагрудными знаками указом президента Российской Федерации № 1341 взамен почётных званий, установленных ещё при нахождении республики в составе СССР.
Почётное звание «Народный артист Российской Федерации» установлено указом президента Российской Федерации от 30 декабря 1995 года № 1341 «Об установлении почётных званий Российской Федерации, утверждении положений о почётных званиях и описания нагрудного знака к почётным званиям Российской Федерации». Тем же указом утверждено первоначальное Положение о почётном звании, в котором говорилось:
Почётное звание «Народный артист Российской Федерации» присваивается не ранее чем через пять лет после присвоения почётного звания «Заслуженный артист Российской Федерации» или «Заслуженный деятель искусств Российской Федерации» артистам, режиссёрам, балетмейстерам, дирижёрам, хормейстерам, музыкальным исполнителям, создавшим высокохудожественные образы, спектакли, кинофильмы, телеспектакли, телефильмы, концертные, эстрадные, цирковые программы, музыкальные, телевизионные и радиопроизведения, которые внесли выдающийся вклад в отечественную художественную культуру и получили широкое общественное признание.
В настоящем виде Положение о почётном звании утверждено указом президента Российской Федерации от 7 сентября 2010 года № 1099 «О мерах по совершенствованию государственной наградной системы Российской Федерации».

## Нагрудный знак
Нагрудный знак имеет единую для почётных званий Российской Федерации форму высотой 40 мм, шириной 30 мм и изготавливается из серебра. Он имеет форму овального венка, образуемого лавровой и дубовой ветвями. Перекрещенные внизу концы ветвей перевязаны бантом. На верхней части венка располагается Государственный герб Российской Федерации. На лицевой стороне, в центральной части, на венок наложен картуш с надписью — наименованием почётного звания.
На оборотной стороне имеется булавка для прикрепления нагрудного знака к одежде. Нагрудный знак носится на правой стороне груди.
Нагрудные знаки почётного звания «Народный артист Российской Федерации», выдаваемые после 7 сентября 2010 года, — позолочены.